# عمر حكار
عمر حكار (مواليد 1 يناير 1958) مخرج أفلام ومنتج وكاتب سيناريو جزائري. يمتلك شركة الإنتاج السينمائي «سارة فيلمز» (Sarah Films).

## حياته الخاصّة
ولد حكار في 1 يناير 1958 في قرية أوراس الجبلية بمنطقة خنشلة بالجزائر. في سن 6 أشهر، وصل إلى فرنسا مع والديه. منذ ذلك الحين، عاشوا في بيزنسون، أحد الأحياء الفقيرة بمدينة فونوتيس. أثر والده عليه في متابعة الدراسات العلمية.

## مسيرته
في عام 1990، أخرج حكار فيلمه القصير الأول بعنوان (علّمني العدّ إلى ما لا نهاية). ثم في عام 1992، قدّم أول فيلم روائي طويل بعنوان (وقت سيء لسفاح). كان عملًا تعاونيًا مع بيير لوب راجوت وسيلفي فينيك وسيرج جيامبراردينو وأنتجته شركة أفلام (Rage au cœur).
في عام 1994، بدأ تصوير فيلم (Ailleurs c'est beau aussi) في فرنسا وإيطاليا مع مادو مورين وبيير روموند. ثم في عام 1998، انتقل حكار إلى منطقته الأصلية الأوراس لدفن رفات والده، حيث صور الفيلم التلفزيوني (Timgad، la vie au cœur des Aurès)، فيلم وثائقي مدته 52 دقيقة لقناة فرنسا 5. وفي الوقت نفسه، في عام 2001، فاز بجائزة مارسيل أيمي عن كتابه (La cité des fausses notes). في عام 2005، أنشأ حكار شركة إنتاج الأفلام سارا فيلمز.
في عام 2008، أصدر الفيلم التالي (La Maison jaune) في دور العرض في فرنسا والجزائر، ولاحقًا في سويسرا وكندا. حصل الفيلم على 37 جائزة حول العالم ولاقى استحسان النقاد. حصل الفيلم على جائزة لجنة التحكيم المسكونية في مهرجان لوكارنو السينمائي، بالإضافة إلى جائزة لجنة التحكيم الخاصة في المهرجان السينمائي الدولي في كيرالا. ثم في عام 2010، أخرج فيلمه الطويل الثالث (Quelques jours de répit)، والذي تم تصويره بالكامل في منطقة فرانش كونته. تم إصداره في فرنسا في 27 أبريل 2011 وتم اختياره في قسم السينما العالمية في مهرجان صاندانس السينمائي 2011، وأصبح الفيلم الفرنسي الوحيد الذي تم اختياره. في عام 2013، أخرج فيلم (La Preuve) في غضون 14 يومًا برفقة نبيل عسلي وآنيا لوانشي. تم توزيع الفيلم من قبل شركة الإنتاج الخاصة به (سارة فيلمز)، وتم طرح الفيلم في دور العرض في يوليو 2014.
في عام 2015، أخرج فيلم (Celle qui vivra). الفيلم مستوحى من سيناريو أصلي لفلورنس بووتلوب وصدر الفيلم في دور العرض عام 2017. في عام 2018، أخرج فيلم (Le Choix d'Ali).

## روابط خارجية
- عمر حكار على موقع IMDb (الإنجليزية)
- عمر حكار على موقع ألو سيني (الفرنسية)
- عمر حكار على موقع أول موفي (الإنجليزية)
- عمر حكار على موقع قاعدة بيانات الفيلم (الإنجليزية)
- عمر حكار على موقع كينوبويسك (الروسية)